# Ealdred de York
Ealdred de York   (valor desconegut - York, 11 de setembre de 1069) va ser abat de Tavistock, bisbe de Worcester i arquebisbe de York a l'Anglaterra anglosaxona. Va estar emparentat amb altres eclesiàstics de l'època. Després de fer-se monjo al monestir de Winchester, va ser nomenat abat de l'abadia de Tavistock cap al 1027. El 1046 va ser nomenat al bisbat de Worcester. Ealdred, a més dels seus deures episcopals, va servir Eduard el Confessor, el rei d'Anglaterra, com a diplomàtic i com a cap militar. Va treballar per portar un familiar del rei, Eduard l'Exiliat, de tornada a Anglaterra des d'Hongria per assegurar un hereu per al rei sense fills.
L'any 1058 va emprendre un pelegrinatge a Jerusalem, el primer bisbe d'Anglaterra a fer-ho. Com a administrador de la diòcesi de Hereford, va estar involucrat en la lluita contra els gal·lesos, patint dues derrotes a mans dels assaltants abans d'aconseguir un acord amb Gruffydd ap Llywelyn, un governant gal·lès.
El 1060, Ealdred va ser elegit per a l'arquebisbat de York però va tenir dificultats per obtenir l'aprovació papal per al seu nomenament, aconseguint-ho només quan va prometre no tenir els bisbats de York i Worcester simultàniament. Va ajudar a assegurar l'elecció de Wulfstan com el seu successor a Worcester. Durant el seu arxiepiscopat, va construir i embellir esglésies a la seva diòcesi, i va treballar per millorar el seu clergat mitjançant la celebració d'un sínode que va publicar els reglaments per al sacerdoci.
Algunes fonts diuen que després de la mort del rei Eduard el Confessor el 1066, va ser Ealdred qui va coronar Harold Godwinson com a rei d'Anglaterra. Ealdred va donar suport a Harold com a rei, però quan Harold va ser derrotat en la batalla de Hastings, Ealdred va recolzar a Edgard Ætheling i després va donar suport al rei Guillem el Conqueridor, duc de Normandia i un parent llunyà del rei Eduard. Ealdred va coronar el rei Guillem el dia de Nadal de 1066. Guillem mai va confiar del tot en Ealdred ni en els altres líders anglesos, i Ealdred va haver d'acompanyar Guillem de tornada a Normandia el 1067, però ell havia tornat a York quan va morir el 1069. Ealdred va donar suport. les esglésies i monestirs de la seva diòcesi amb obsequis i projectes de construcció.